# Marthe Bray

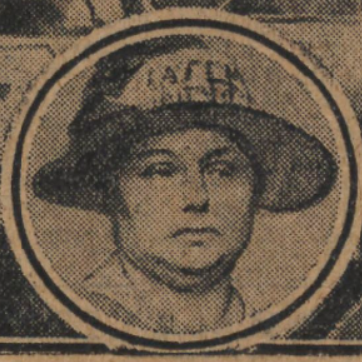
Marthe Bray

Marthe Bray (* 30. Juli 1884 in Le Bouscat; † 3. Juni 1949 in Capdenac-Gare) war eine französische Feministin. Sie war die Gründerin der 1926 gegründeten Ligue d’action féminine pour le suffrage des femmes (Frauenaktionsliga für das Frauenstimmrecht).

## Leben
Marie Marthe Bray wurde 1884 in Le Bouscat als Tochter von Pierre Bray, Kutscher, und Rose Borie geboren. Im April 1911 heiratete sie in Paris den belgischen Hotelier Jean-Baptiste Smeets. Sechs Monate später (sie arbeitete inzwischen auch als Hotelier) brachte sie einen Jungen mit dem Namen Georges zur Welt. Im Jahr 1958 wurde dieser offiziell von Aurore Dudevant-Sand, der Enkelin von George Sand, adoptiert.
Als Feministin war Marthe Bray eine Bewunderin von Hubertine Auclert. Sie widmete sich daher besonders dem Kampf für das Frauenwahlrecht in Frankreich. Bray vertrat auch pazifistische Positionen. Als Journalistin arbeitete sie für La Fronde, wie der Artikel „Les pionnières des États-Unis“ (Die Pionierinnen der Vereinigten Staaten), der im Juli 1926 veröffentlicht wurde, belegt. Im Gegensatz zu ihren radikalen Ansichten über das Wahlrecht für Frauen war sie der Meinung, dass die wichtigste Rolle der Frau die der Mutter sei.

### Die Frauenaktionsliga für das Frauenstimmrecht
Mitte der 1920er Jahre benötigte der feministische Kampf neue Ausdrucksmöglichkeiten. Dies war ein entscheidender Punkt im Suffragismus, da selbst die Versammlungen der radikaleren Feministinnen immer weniger Menschen anzogen. Zu dieser Zeit wurde die Ligue d’action féminine pour le suffrage des femmes unter der Leitung der Unterstützer von La Voix des Femmes gegründet. Das erste Treffen der Liga fand am 6. Dezember 1925 bei Marthe Bray selbst im Hotel Avenida in Paris statt. Etwa dreißig Personen waren anwesend, darunter die Pazifistinnen Gabrielle Duchêne und Camille Drevet. Marthe Bray wurde Vorsitzende der Organisation. Die Organisation unterschied sich von anderen feministischen Organisationen dadurch, dass sie weder ein Ehrenkomitee noch fördernde Mitglieder hatte, was für diese Art von Organisation ungewöhnlich war.
Die Ligue benutzte moderne Kommunikations- und Werbestragien, um ihre Anliegen zu vermitteln (Flugblätter, Interviews, Poster, humorvolle Postkarten, Standbetreuung bei gesellschaftlichen Veranstaltungen, z. B. der Pariser Messe). Humorvolle Postkarten, die in ganz Frankreich verbreitet wurden, griffen antifeministische Argumente oder Meinungen auf und antworteten darauf, indem sie diese Vorurteile umkehrten und die Frau aufwerteten. Am Ende der Argumentation zugunsten der Frau rief die Liga dazu auf, sich zu mobilisieren und der Organisation beizutreten. Auch durch direkte Aktionen machte die Liga Antifeministen mit radikaleren Aktionen lächerlich, wie z. B. 1926, als sie dem Journalisten Clément Vautel einen Maulkorb zusandte. Die Liga setzte sich für die Abschaffung des Code Napoléon ein, der ihrer Meinung nach die Frau bevormundete, indem er die Frau rechtlich als Minderjährige betrachtete. Auch der Code Napoleon war Gegenstand von Karikaturen und humoristischen Postkarten.

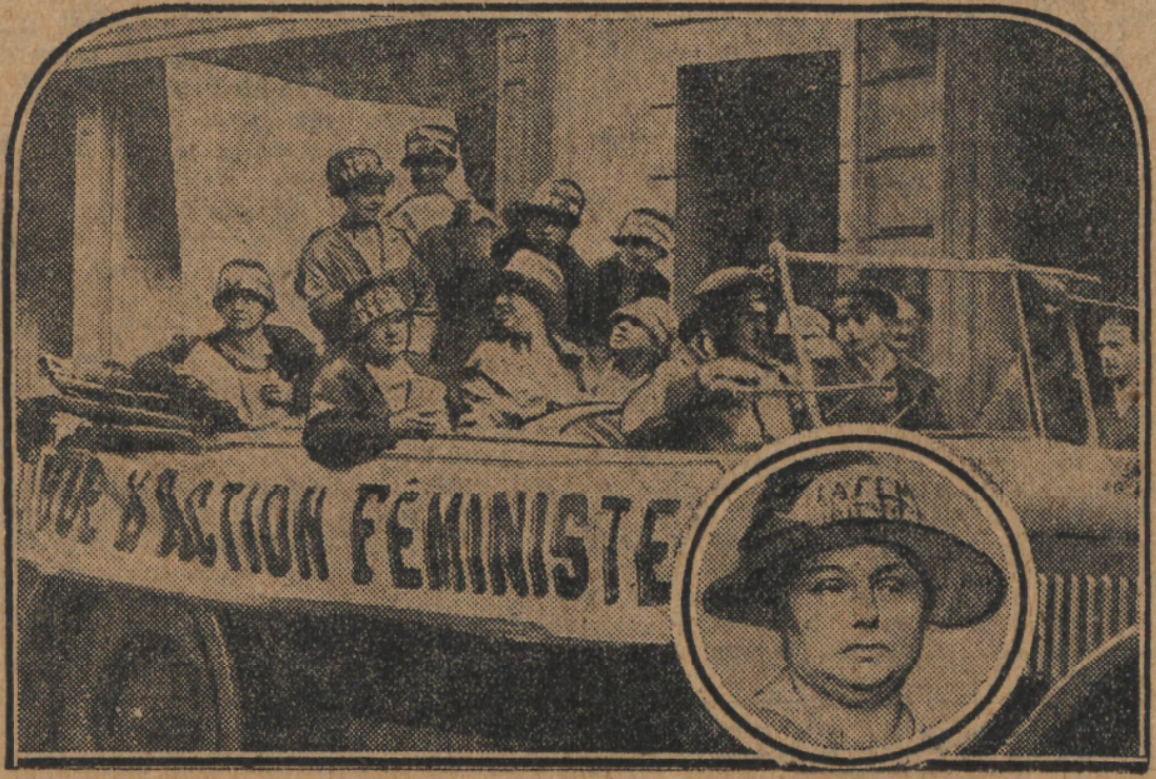
Croisade féministe

Am 8. September 1926 beschlossen Marthe Bray und die Liga einen „feministischen Kreuzzug“ zu organisieren, der aus einer Tour durch französische Städte von Paris bis Biarritz bestand, um die Französinnen in der Provinz auf die Bedeutung des Frauenwahlrechts aufmerksam zu machen. Die Liga fuhr mit einem Auto, das mit Spruchbändern mit der Aufschrift „Die Frau will wählen“ geschmückt war, und mit einem Dutzend Aktivistinnen an Bord, die selbst Banner an ihren Hüten trugen.
Bei jedem Besuch in einer Stadt verteilten die Frauen Flugblätter, Postkarten und klebten Plakate, manchmal mit Hilfe der Einwohner und der Stadtverwaltung. Gelegentlich hielt der Wagen auf öffentlichen Plätzen und die Aktivistinnen bauten einen Stand auf, um die Einwohner zu begrüßen. Sie stellten einen Lehrfilm und eine „sprachlose Rede“ (eine Reihe von Schildern, die als Erklärung mit Zahlenargumenten dienten) auf. Das Ereignis wurde von der  Presse aufgegriffen, die den Kreuzzug als „eine wahre Wandertribüne“ betrachtete. Die Artikel, die insbesondere in L’Ouest-éclair und Le Journal geschrieben wurden, hatten oft einen antifeministischen Standpunkt. Die Zeitung L’Infan argumentierte, dass die Methode der Liga im Rahmen des feministischen Kreuzzugs effektiv sei, da sie die Frauen dazu bringe, ihre Situation zu hinterfragen.